# 러브 필드 (영화)
《러브 필드》(영어: Love Field)는 미국에서 제작한 조너선 캐플런 감독의 1992년 드라마 영화이다. 미셸 파이퍼 등이 출연하였고, 세라 필즈버리 등이 제작에 참여하였다.
1993년 제43회 베를린 국제 영화제 황금곰상 경쟁작이었으며, 미셸 파이퍼가 은곰상 여자배우상을 수상하였다. 파이퍼는 같은 해 제65회 아카데미상, 제50회 골든 글로브상, 1992년 뉴욕 영화 비평가 협회상 여우주연상 후보에 지명되었다.

## 출연
- 미셸 파이퍼 - 루이즈 아이린 "루린" 핼릿 역
- 데니스 헤이즈버트 - 폴 케이터 역
- 스테퍼니 맥패든 - 조넬 역
- 브라이언 커윈 - 레이 핼릿 역: 루린의 남편.
- 루이즈 레이섬 - 인라이트 부인 역: 헤이즐의 어머니.
- 베스 그랜트 - 헤이즐 인라이트 역: 루린의 상사.
- 로다 그리피스 - 재클린 케네디 역
- 페기 레이 - 하이즌버틀 부인 역
- 쿠퍼 허커비
- 닉 서시

## 기타 제작진
- 공동 제작: 돈 루스
- 협력 제작: 술라 헤이머
- 미술: 마크 S. 프리본
- 의상: 피터 미첼